# Kölner Rentkammer

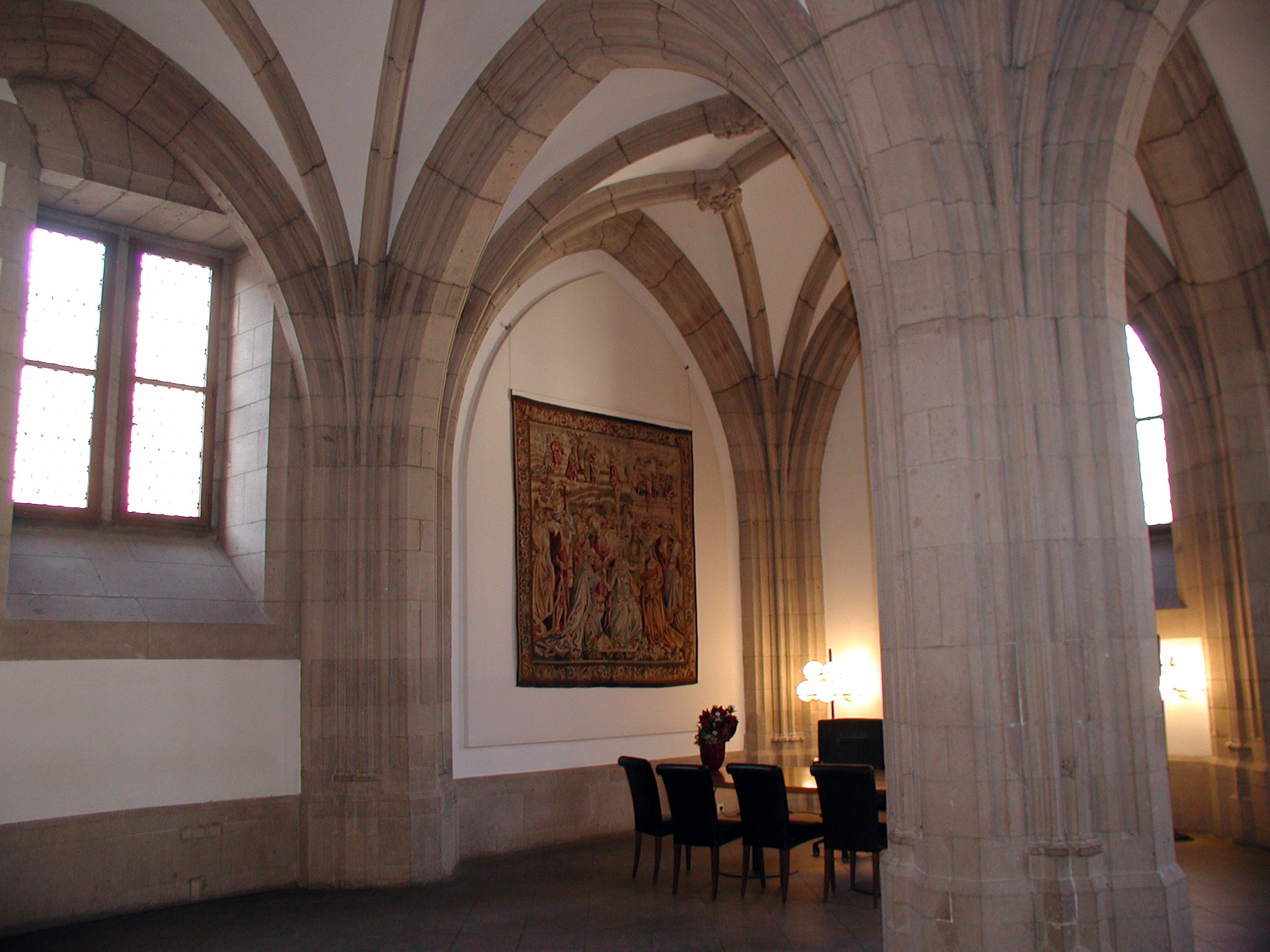
Historische Rentkammer im alten Rathausgebäude

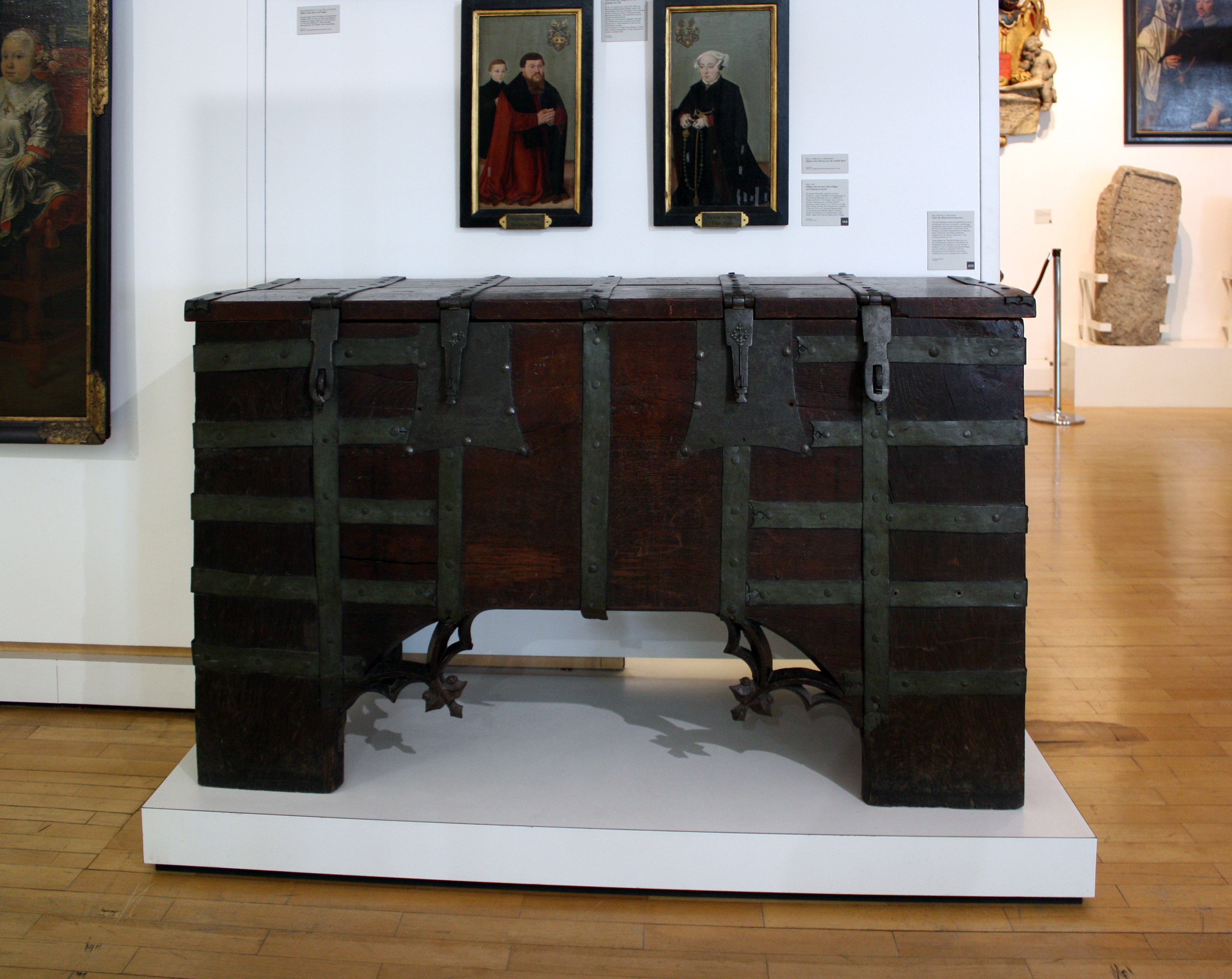
Truhe der Rentkammer Ende 15. Jahrhundert (Zeughaus Köln)

Die durch eine Ratskommission eingerichtete erste Kölner Rentkammer im historischen Kölner Rathaus war eine städtische Kasse und übernahm die Bewältigung der Finanzbelange der mittelalterlichen Stadt. Auf die kommunale Ebene übertragen, fungierte sie ähnlich der Hofkammer, die bei den zuständigen Behörden der landesherrlichen Finanzverwaltungen für die direkten Einkünfte zuständig war. Die Kammer unterstand in der Regel der Führung eines nach einjähriger Amtszeit ausgeschiedenen Bürgermeisters, welcher dann als Rentmeister tätig werden konnte. Dieser verwaltete das Amt zuletzt in der Rentkammer, die im heutigen historischen Rathaus rekonstruiert wurde und dort zu besichtigen ist. Bis zum Ende des 14. Jahrhunderts hatte die Stadtverwaltung lediglich die so genannte „Samstagsrentkammer“. Sie erhielt ihre Bezeichnung nach dem Wochentag (später folgen die „Mittwochs“- und die„Freitagsrentkammer“) an dem Hauptzahlungen vorgenommen wurden. Eine weitere Bezeichnung, die „Goddestagsrentkammer“, wurde im Zusammenhang mit an dieser vorgenommenen Reparaturen erwähnt, die der Steinmetzmeister und städtische Umlauf Peter von Sieberg im Jahr 1591 leitete.
Diesen finanziellen Vorgängen widmet sich der im 19. Jahrhundert lebende Kölner Heimatforscher Johann Jakob Merlo. Er machte die Ausgabebücher der Kölner Rentkammer zum Gegenstand seiner Abhandlungen.
Der Raum der historischen Rentkammer im alten Rathaus liegt im Erdgeschoss des Rathausturmes. Dessen Kellerraum, den die Stadt seit der Erbauung als erstes Archiv nutzte, ist als einziger Teil des Bauwerkes in seiner Originalsubstanz erhalten geblieben.
Die Aufgaben eines Rentmeisters, des späteren „Rentamtmannes“ werden heute durch den Stadtkämmerer wahrgenommen. Aus den landesherrlichen Hofkammern entwickelten sich die Finanzämter.
Die heutige Kölner Rentkammer wird nach Abschluss ihrer originalgetreuen Wiederherstellung derzeit von der Stadt zur standesamtlichen Trauungszeremonie für Hochzeiten genutzt. Sie ist, anders als der spanische Bau, nicht Barrierefrei.